# Pseudovermis paradoxus
Pseudovermis paradoxus is een slakkensoort uit de familie van de Pseudovermidae. De wetenschappelijke naam van de soort is voor het eerst geldig gepubliceerd in 1891 door Periaslavzev.